# Rząd Michaiła Miasnikowicza
Rząd Michaiła Miasnikowicza – urzędująca od 28 grudnia 2010 do 27 grudnia 2014 Rada Ministrów Republiki Białorusi pod kierownictwem premiera Michaiła Miasnikowicza.

## Skład Rady Ministrów
nazwiska podano w transkrypcji z języka białoruskiego
- prezes Rady Ministrów - Michaił Miasnikowicz
- pierwszy Wiceprezes Rady Ministrów - Uładzimir Siemaszka
- wiceprezes Rady Ministrów - Waleryj Iwanou, następnie Piotr Prakapowicz
- wiceprezes Rady Ministrów - Anatol Kalinin
- wiceprezes Rady Ministrów - Siarhiej Rumas, następnie Michaił Rusy
- wiceprezes Rady Ministrów - Anatolij Tozik
- minister architektury i budownictwa - Anatol Niczkasau, następnie Anatol Czorny
- minister spraw wewnętrznych - Anatol Kulaszou, następnie Ihar Szuniewicz
- minister gospodarki komunalnej - Uładzimir Bełachwostau, następnie Andrej Szorac, następnie Alaksandr Cierachau[3]
- minister zdrowia - Wasil Żarko
- minister spraw zagranicznych - Siarhiej Martynau, następnie Uładzimir Makiej
- minister informacji - Aleh Pralaskouski, następnie Lilija Ananicz
- minister kultury - Pawieł Łatuszka, następnie Barys Swiatłou
- minister gospodarki leśnej - Michaił Ameljanowicz
- minister obrony - Juryj Żadobin, następnie Andrej Raukou[4]
- minister edukacji - Siarhiej Maskiewicz
- minister do spraw podatków i opłat - Uładzimir Pałujan
- minister do spraw sytuacji nadzwyczajnych - Uładzimir Waszczanka
- minister zasobów naturalnych i ochrony środowiska - Uładzimir Całko
- minister przemysłu - Dzmitryj Kaciarynicz
- minister łączności i informatyzacji - Mikałaj Pancialej, następnie Siarhiej Papkou
- minister rolnictwa i żywności - Michaił Rusy, następnie Leanid Zajac
- minister sportu i turystyki - Aleh Kaczan, następnie Alaksandr Szamko
- minister handlu - Wałancin Czakanau
- minister transportu i komunikacji - Iwan Szczerba[5], następnie Anatol Siwak
- minister pracy i opieki społecznej - Maryjana Szczotkina
- minister finansów - Andrej Charkawiec, następnie Uładzimir Amaryn[6]
- minister gospodarki - Mikałaj Snapkou
- minister energetyki - Alaksandr Aziarec, następnie Uładzimir Patupczyk
- minister sprawiedliwości - Wiktar Haławanau, następnie Aleh Sliżeuski